# Pedregal (David)
Pedregal è un comune (corregimiento) della Repubblica di Panama situato nel distretto di David, provincia di Chiriquí. Si estende su una superficie di 144,4 km² e conta una popolazione di 17.516 abitanti (censimento 2010).